# Andrei Spînu
Andrei Nepotu Spînu (ur. 24 stycznia 1987 w Kiszyniowie) – rumuński siatkarz, grający na pozycji środkowego. Od sezonu 2018/2019 występuje w drużynie ACS Volei Municipal Zalău.

## Sukcesy klubowe
Mistrzostwo Niemiec:
- 2010

Mistrzostwo Rumunii:
- 2013, 2014, 2015
- 2012, 2018, 2019
- 2017

Puchar Rumunii:
- 2013, 2014, 2017

Puchar Ligi Greckiej:
- 2016

Puchar Grecji:
- 2016

Mistrzostwo Grecji:
- 2016

Superpuchar Rumunii:
- 2017